# 라이언 카트라이트
라이언 카트라이트(Ryan Cartwright, 1981년 3월 14일 ~ )는 잉글랜드의 배우이다.

## 출연 작품

### 영화
- 버진 테리토리 (2007)
- 인디펜던스 데이: 리써전스 (2016)
- 파더 피겨스 (2017)

### 텔레비전
- 하드웨어 (2003-04, Hardware)
- 본즈 (2008-11)
- 매드맨 (2009)
- 알파스 (2011-12)
- 케빈 캔 웨이트 (2016-18)